# 100인의 증언, 60년대 문화를 말한다
《100인의 증언, 60년대 문화를 말한다》는 EBS에서 2004년 12월 11일부터 2005년 1월 9일까지 방송된 EBS 문화사 시리즈 중 두 번째 작품으로 문화사 시리즈 1편 《명동 백작》의 후속작이다. 100명의 인터뷰를 통해 1960년대 대한민국 문화계의 주요 흐름을 정리하는 일종의 다큐멘터리로 진행은 배우 정보석이 맡았다.

## 방영 목록
| 회차 | 부제                                          | 방송일           |
| 1부  | 격랑 속에 핀 문학, 자유를 향하여              | 2004년 12월 11일 |
| 2부  | 자유로운 영혼으로 노래하다                    | 2004년 12월 12일 |
| 3부  | 신구문학의 대립, 우상의 파괴                  | 2004년 12월 18일 |
| 4부  | 어둠의 무대, 희망의 막 올리다                 | 2004년 12월 19일 |
| 5부  | 영화, 날개를 달다 - 충무로 시대               | 2004년 12월 25일 |
| 6부  | 화가, 시대의 자화상을 그리다                  | 2004년 12월 26일 |
| 7부  | 시대를 노래하다 - 美8군 음악에서 록(ROCK)까지 | 2005년 1월 1일   |
| 8부  | 한글 세대의 문학 - 그 열정적 글쓰기           | 2005년 1월 2일   |
| 9부  | 문학, 낭만의 시대를 지나 민중의 현실로        | 2005년 1월 8일   |
| 10부 | 진실을 외치고 싶었다 -문인필화사건            | 2005년 1월 9일   |